# Hôtel des Invalides (film)
Hôtel des Invalides je francouzský dokumentární film z roku 1952, který natočil Georges Franju podle vlastního scénáře.

## Děj
Film zachycuje Vojenské muzeum v pařížské Invalidovně. Komentář, který čte Michel Simon, je obžalobou válečných hrůz.